# Johnson City (Kansas)
Johnson City é uma cidade localizada no estado americano de Kansas, no Condado de Stanton.

## Demografia
Segundo o censo americano de 2000, a sua população era de 1528 habitantes.
Em 2006, foi estimada uma população de 1405, um decréscimo de 123 (-8.0%).

## Geografia
De acordo com o United States Census Bureau tem uma área de
2,9 km², dos quais 2,9 km² cobertos por terra e 0,0 km² cobertos por água.

## Localidades na vizinhança
O diagrama seguinte representa as localidades num raio de 48 km ao redor de Johnson City.